# Anne Covell
Anne Covell, född 9 augusti 1950, död 3 november 2020, var en friidrottare från Kanada. Hon deltog vid olympiska sommarspelen 1968.